# 황혼에 깃든 양지
황혼에 깃든 양지는 한국에서 제작된 엄심호 감독의 1959년 영화이다. 김동원 등이 주연으로 출연하였다.

## 출연

### 주연
- 김동원
- 문정숙
- 황정순

## 제작진
- 조명: 김성춘
- 녹음: 이경순
- 미술: 백남준